# Quatember (Zeitschrift)
Quatember ist eine evangelische Vierteljahreszeitschrift „für Erneuerung und Einheit der Kirche“. Sie geht zurück auf die Jahresbriefe des Berneuchener Kreises (seit 1931) und die Evangelischen Jahresbriefe (seit 1948). Unter dem jetzigen Namen, der an die vierteljährlichen Quatember-Fastentage anknüpft, erscheint sie seit 1952, ursprünglich im Johannes-Stauda-Verlag, heute im Lutherischen Verlagshaus.
Verwurzelt in der Berneuchener Bewegung und ihren Gemeinschaften, ist Quatember ein Forum für Impulse zur Erneuerung des geistlichen, liturgischen und gemeinschaftlichen Lebens der evangelischen Kirche und ihres Dienstes in der Welt mit ökumenischer Perspektive.